# Thomas Kilpper
Thomas Kilpper (* 1956 in Stuttgart) ist ein deutscher Installationskünstler, Zeichner und Holzschneider. Er ist bekannt für seine kritischen gesellschaftlichen und politischen Interventionen. Seit 2014 unterrichtet er an der Kunst- und Designhochschule Bergen, Norwegen.

## Leben und Werk
Im Jahr 1990 wurde Thomas Kilpper wegen der Unterstützung einer terroristischen Vereinigung nach §129a in Zusammenhang mit der Rote Armee Fraktion vom Oberlandesgericht Düsseldorf zu einer zweieinhalbjährigen Haftstrafe verurteilt. Zuvor saß er mehr als 21 Monate in Untersuchungshaft, der Haftbefehl wurde deshalb unter Meldeauflagen bei der Urteilsverkündung außer Vollzug gesetzt. Kilpper studierte Malerei und Bildhauerei an den Kunstakademien in Nürnberg und Düsseldorf, dort bei Alfonso Hüppi. An der Städelschule in Frankfurt am Main wurde er 1998 Meisterschüler von Georg Herold. Bereits 1997 fertigte er als  Russisches Parkett einen Holzschnitt aus dem Parkettboden der zum Abriss freigegebenen ehemaligen Sowjetischen Militärmission in Frankfurt am Main-Niederrad und fertigte Abzüge.
Anschließend wohnte und arbeitete er durch ein Stipendium der Hessischen Kulturstiftung in London. In den Holzparkettboden im 10. Stock des traditionsreichen „Orbit House“ in Southwark, London schnitzte er auf 400 m² über 80 Porträts von Personen, die mit dem Gebäude verbunden waren und setzte sie mit seiner eigenen Biografie in Beziehung. Vorher hatte er den Ort recherchiert, in dem sich seit dem 18. Jahrhundert unter anderem eine Kapelle und die India Office Library, bis zu deren Integration in die British Library im Jahr 1982, befanden. Anschließend druckte er die Bodenplatten auf Papier, unterschiedliche Stoffe oder PVC-Folie und stellte die Abzüge freihängend aus.
1998 folgte don´t look back, eine Installation mit Holzschnitt und Drucken im ehemaligen Camp King der US-Armee in Oberursel, wo Kilpper das 300 m² große Holzparkett der ehemaligen Basketballhalle mit zeitkritischen Motiven bearbeitete und anschließend Abdrucke nahm. Das Gebäude diente dem US-Geheimdienst nach 1945 zu Verhören gefangener Nationalsozialisten. Vorher war in dem Gebäudekomplex das zentrale Gefangenenlager der NS-Luftwaffe untergebracht, wo auch abgeschossene alliierte Piloten verhört wurden.
Diesem floor cutting unterwarf er 2009 einen weiteren historisch aufgeladenen Ort: In den 800 m² großen PVC-Fußboden der Kantine des ehemaligen Ministeriums für Staatssicherheit der DDR in der Berliner Normannenstraße schnitt er unter dem Titel „From State of Control“ in subjektiver Weise die Geschichte dieser auf staatlicher Überwachung und Repression aufgebauten Institution ein, darunter zahlreiche Porträts.
Zur Ausstellung Etna Carrara. Villa Romana Preis 2011/2012 hängte er an die Fassade des Ludwig Forum in Aachen ein 15 × 4 Meter großes Banner. Er verwendete hierfür einen Abdruck seiner Bodenarbeit im dänischen Pavillon der Biennale von Venedig 2011 „Pavillon für revolutionäre Redefreiheit“ mit 33 Politikerporträts.
Im Wintersemester 2010/2011 hatte Kilpper eine Gastprofessur an der Staatlichen Kunstakademie Nürnberg inne. Der Künstler lebt und arbeitet in Berlin.
Zusammen mit Franziska Böhmer betreibt Thomas Kilpper den Ausstellungsraum für zeitgenössische Kunst und soziale Fragen „after the butcher“ in der Spittastr. 25 in Berlin.

## Preise und Stipendien
- 2011: Villa-Romana-Preis
- 2010: Arbeitsstipendium des Berliner Senats
- 2009: Projektförderung für State of Control durch den Hauptstadtkulturfonds Berlin
- 2004: HAP-Grieshaber-Preis der VG Bild-Kunst und der Stiftung Kunstfonds
- 1999/2000: Atelierstipendium London der Hessischen Kulturstiftung

## Ausstellungen
- 2024: Kirchner Holzschnitte, Kunsthalle Bremen, Bremen
- 2018: Entwurzelt, Galerie im Körnerpark, Berlin
- 2014: 150 years of printmaking, Kunsthaus Hamburg, Hamburg[4]
- 2013: resist! – oder let it be!, Galerie Nagel Draxler, Berlin[5]
- 2012: ETNA CARRARA, Die Preisträger Villa Romana. Ludwig Forum für Internationale Kunst
- 2012: Pavilion for Revolutionary Free Speech Kunsthal Charlottenborg, Kopenhagen
- 2010: New Frankfurt Internationals: Stories and Stages, Museum für Moderne Kunst (MMK), Frankfurt am Main[6]

## Werke in Museen
- Tate Gallery, London[7]